# Металлов Василь Михайлович
Металлов Василь Михайлович (1862—1926) — музикознавець-історик і музичний палеограф, протоієрей.
Чотири рази нагороджувався преміями митрополита Макарія.
Народився 1 (13) березня 1862 року в селі Антипівка Саратовської губернії в родині сільського священника.
Закінчив Камишинське духовне училище (1876) і Саратовську духовну семінарію (1882). Протягом двох років навчався в Московській духовній академії, залишивши її в 1884 році за сімейними обставинами. У сан священика висвячений у 1884 році в Саратовській духовній семінарії, де викладав церковний спів у 1884—1885 роках; служив у різних храмах Саратовської губернії. Тільки через 15 років, у 1899-му, отримавши дозвіл від Синоду, здав у Московській духовній академії іспити з усіх предметів академічного курсу і в 1901 році отримав ступінь кандидата богослов'я — за три навчальних посібники з церковного співу (два з яких були відзначені Макаріївськими преміями).
У 1895 році був запрошений директором Московського синодального училища церковного співу С. В. Смоленським для організації викладання церковного співу. З 1896 року до 1914 року служив у храмі Св. Василія Кесарійського на 1-й Тверській-Ямській вулиці.
Після призначення Степана Смоленського керуючим Придворною співацькою капелою в Санкт-Петербург у 1901 році він був запрошений викладати і церковний спів і Закон Божий на кафедрі історії та теорії церковного співу в Московській консерваторії, де перебував до своєї смерті. Окрім цього, у 1907—1924 роках викладав церковно-співочу палеографію в Московському археологічному інституті і Державній академії художніх наук. У 1919—1922 роках він також викладав теорію та історію церковного співу в Московській духовній академії, через що піддавався переслідуванням.
У 1914 році захистив дисертацію «Богослужбовий спів російської церкви в період домонгольський за історичними, археологічними і палеографічними даними» (В 2-х ч., З дод. 12 табл. (Facsimile) знімків з рукописів X-XI-XII ст. — М .: друкарня А. І. Снєгірьова, 1912. — 349 с.) і отримав ступінь магістра богослов'я. «За працю за обставинами воєнного часу» 26 січня 1917 року був нагороджений орденом Св. Володимира 3-го степеня.
У 1915 році Василь Металлов був призначений настоятелем Казанського собору на Красній площі.